# Hugo Speer
Hugo Speer, född 1969 i Harrogate, Yorkshire, är en brittisk skådespelare.
Speer har bland annat medverkat i TV-serien London Kills (2019-2022). Han har även medverkat i filmerna Boudica från 2003 och Allt eller inget från 1997.

## Filmografi (i urval)
- 1997 – Allt eller inget
- 2003 – Boudica
- 2007 – Fanny Hill (TV-serie)
- 2010 – Skins (TV-serie)
- 2019–2022 – London Kills (TV-serie)
- 2023 – Allt eller inget (TV-serie)